# The Complete Studio Recordings (album de Led Zeppelin)
Pour les articles homonymes, voir The Complete Studio Recordings.
Albums de Led Zeppelin
Boxed Set, Vol. 2
(1993) BBC Sessions
(1997)
The Complete Studio Recordings est un coffret contenant tous les albums studio de Led Zeppelin

## Liste des CD
- Led Zeppelin
- Led Zeppelin II
- Led Zeppelin III
- Led Zeppelin IV
- Houses of the Holy
- Physical Graffiti
- Présence
- In Through the Out Door
- Coda